# Rhoicinaria rorerae
Rhoicinaria rorerae is een spinnensoort in de taxonomische indeling van de nachtkaardespinnen (Amaurobiidae).
Het dier behoort tot het geslacht Rhoicinaria. De wetenschappelijke naam van de soort werd voor het eerst geldig gepubliceerd in 1950 door H. Exline.